# Nużewko
Nużewko – wieś sołecka{ w Polsce położona w województwie mazowieckim, w powiecie ciechanowskim, w gminie Ciechanów.
W latach 1954–1972 wieś należała i była siedzibą władz gromady Nużewko. W latach 1975–1998 miejscowość administracyjnie należała do województwa ciechanowskiego.